# Görbeháza
Görbeháza is een plaats (község) en gemeente in het Hongaarse comitaat Hajdú-Bihar. Görbeháza telt 2672 inwoners (2001).